# スプートニク -旅人たち-
「スプートニク -旅人たち-」（- たびびとたち）は、2002年2月にリリースされたFANATIC◇CRISISの通算23枚目のシングルである。発売元はSTOICSTONE。

## 解説
前作より4か月ぶりのシングル。「スプートニク」（Спутник, Sputnik）とはロシア語で随伴者を意味する。なお、旧ソ連による人類初の無人人工衛星の名前でもある。
累計売り上げは前作初動売り上げよりも低い。
タイトル曲はよみうりテレビ・日本テレビ系『どっちの料理ショー』EDテーマ。

## 収録曲
全作詞・作曲：石月努、編曲：神林義弘・FANATIC◇CRISIS
1. スプートニク -旅人たち- [4:15]
2. Let it be @ go!!! [2:27]
3. Let it be @ go!!! -RUNNING BASS MAN MIX-
4. スプートニク -旅人たち- (Voxless Version)

## 収録作品
- 5（#1）
- THE BEST of FANATIC◇CRISIS Single Collection02（#1）
- THE BEST of FANATIC◇CRISIS B-Side Collection（#2）